# Eschweilera squamata
Eschweilera squamata é uma espécie de lenhosa da família Lecythidaceae.
Apenas pode ser encontrada no seguinte país: Guiana Francesa.